# Dunkermotoren
Die Dunkermotoren GmbH ist ein deutsches Tochterunternehmen des amerikanischen Ametek-Konzerns im Bereich „Advanced Motion Solutions“ (AMS). Dunkermotoren entwickelt und produziert bürstenlose und bürstenbehaftete DC-Motoren, Planeten- und Schneckengetriebe, lineare Direktantriebe, sowie Bremsen und Gebersysteme. Der Hauptsitz des Unternehmens befindet sich in Bonndorf im Schwarzwald.

## Geschichte
Der Ingenieur Christian Dunker befasste sich zunächst zu Hause in Bad Godesberg mit der Entwicklung von kleinen Motoren. Im Jahr 1950 gründete er in Oberbreisig die Firma Christian Dunker Präzisions-Kleinstmotoren und begann mit drei Mitarbeitern im Folgejahr die Produktion. Am 3. März 1954 fragte das Unternehmen bei der Stadtverwaltung von Bonndorf nach Möglichkeiten, sich mit dem Betrieb dort niederzulassen und schloss am 10. Februar 1955 im Rathaus einen entsprechenden Vertrag. Unter Bürgermeister Leo Speck stellte die Stadt für die Ansiedlung einen hohen Geldbetrag bereit, den sie durch außerordentlichen Holzeinschlag erwirtschaften konnte. Nach ihrem Umzug verfügte die nun kurz Dunkermotoren genannte Firma über 400 m2 und steigerte die Zahl ihrer Beschäftigten von 30 auf 60. Das Unternehmen hatte Erfolg, eröffnete 1956 eine zweite Produktionsstätte in Rottweil und ließ Zweigniederlassungen in Ewattingen, Sulzburg und Lörrach folgen. Die Produktion in Rottweil wurde 1960 wieder geschlossen, doch die Belegschaft wuchs bis November 1963 auf 674 Mitarbeiter an.
Im Jahr 1963 verkaufte Christian Dunker die Mehrheit seiner Unternehmensanteile an die Union Carbide Corporation (UCC) und wandelte das Unternehmen in eine GmbH. Mitgesellschafter Alexander stieg aus dem Unternehmen aus. Im gleichen Jahr wurde auf der Internationalen Funkausstellung in Berlin eine Kamera von Leica präsentiert, deren Filmtransport durch einen Dunkermotor betrieben wurde.
Am 2. Juli 1966 verunglückte der Firmengründer im Alter von 50 Jahren bei einem Autounfall tödlich. Drei Jahre später, im Jahr 1969, verkaufte Union Carbide seine Beteiligung an den ebenfalls amerikanischen Mischkonzern International Telephone & Telegraph Corporation (ITT), der das Unternehmen seiner Elektrotechniktochter Standard Elektrik Lorenz AG (SEL) in Stuttgart unterstellte. Im selben Jahr kamen Dunkermotoren bei der Kameraführung auch im Rahmen der ersten bemannten Mondlandung zum Einsatz. Im Jahr 1977 erfolgte die Markteinführung der Planetengetriebe. 1985 wurden die „4-phasen bürstenlosen Gleichstrommotoren“ vorgestellt.
Nach dem Verkauf der Standard Elektrik Lorenz an die französische Compagnie Générale d’Électricité (CGE) Ende 1986 und deren anschließender Zerschlagung, verblieb Dunkermotoren beim Unternehmenskern um die Nachrichtentechnik, der ab 1993 als Alcatel firmierte.
1999 stellte Dunkermotoren den ersten bürstenlosen Gleichstrommotor mit integrierter Elektronik vor. Eine Marktstudie von IMS Research im Jahr 2007 und 2015 bezeichnet Dunkermotoren als Weltmarktführer im Bereich bürstenloser Motoren mit integrierter Elektronik.
Als Folge der Fusion des Alcatel-Mutterkonzerns in Frankreich, mit Lucent Technologies gehörte Dunkermotoren ab 1. Januar 2007 zur neu gebildeten Konzerntochter Alcatel-Lucent Deutschland. Ein über das Eigentum hinausgehender industrieller Zusammenhang, wie unter Standard Elektrik Lorenz, bestand im Alcatel-Lucent-Konzern nicht mehr. Sämtliche anderen, ebenso wie Dunkermotoren nicht länger zum Kerngeschäft Telekommunikationsausrüstung zählenden Bereiche, hatte die Konzernführung in Frankreich schon Jahre zuvor nach und nach ausgegliedert und abgestoßen.
Im Jahr 2007 eröffnete Dunkermotoren eine Produktionsstätte in Taicang, China, und ein Jahr später auch in Crystal Lake, in den Vereinigten Staaten.
Im Zuge des Verkaufs der Geschäftsanteile für 145 Mio. Euro an die Triton Beteiligungsberatung GmbH, ein Unternehmen der deutsch-skandinavischen Private-Equity-Gesellschaft Triton Partners, wurde die Dunkermotoren GmbH im Jahr 2009 von der Alcatel-Lucent Deutschland AG unabhängig. Ebenfalls im Jahr 2009 unterzeichneten Dunkermotoren und die benachbarte Elektronikfirma Hectronic einen Ausbildungspakt zur Ausbildungskooperation „HeDu“.
Im Jahr 2011 eröffnete die Dunkermotoren GmbH eine neue Produktionsstätte in Subotica, Serbien und übernahm Copley Motion Systems in Basildon, UK. 2012 verkaufte Triton seine Anteile für 250 Mio. Euro an den amerikanischen Hersteller von elektronischen und elektromechanischen Instrumenten Ametek, Inc. Mitte 2013 kündigten zeitgleich die drei bisherigen Geschäftsführer Nikolaus Gräf, Volker Brunner und Frank Guckelberger. Im Anschluss übernahmen Uwe Lorenz und Markus Roth die Geschäftsleitung. 2014 zog die Dunkermotoren Niederlassung in den USA nach Mount Prospect, Illinois um. Im Jahr 2015 folgte der Umzug der Linear-Systems-Produktion von Basildon an den Hauptsitz in Bonndorf. Im selben Jahr eröffnete am Standort in Serbien ein Kompetenzcenter für Jalousieantriebe.  Zu Beginn des Jahres 2016 erweiterte Dunkermotoren die Produktionsstätte in Subotica um 900 m².
Im Juni 2016 erhielt Uwe Lorenz innerhalb des Ametek-Konzerns beim Schwesterunternehmen MAE eine neue Aufgabe in Robecco sul Naviglio bei Mailand, so dass das Unternehmen von Markus Roth allein weitergeführt wurde. Seit Anfang Oktober 2017 leitet Matthew C. French als Interims-Geschäftsführer gemeinsam mit Uwe Lorenz das Unternehmen. Matthew C. French ist als Senior Vice President bei Ametek AMS tätig.
2016/2017 führte Dunkermotoren den ersten bürstenlosen Gleichstrommotor mit integrierter Elektronik und einer Dauerabgabeleistung von 1100 Watt bei 24 VDC am Markt ein – den „BG 95 dPro“. Außerdem wurde mit dem Axialflussmotor BGA22 der Wiedereinstieg des Unternehmens in den Markt der eisenlosen Motoren begründet. Dunkermotoren gilt weiterhin als Marktführer im Bereich integrierter, smarter BLDC Servoantriebe.
Im Jahr 2018 führte die Dunkermotoren GmbH ein integriertes Steuerungskonzept mit der Motor Control Platform ein.
2019 trat Dunkermotoren der MindSphere World e.V. bei und wurde Mitglied der Open Industry 4.0 Alliance.
Seit Anfang 2020 kooperieren Dunkermotoren und die italienische Schwesterfirma MAE noch enger.
Seit März 2021 gehört auch der Donaueschinger Automatisierungsspezialist EGS Automation zu Dunkermotoren, wodurch beide Unternehmen ihre Position im Bereich der industriellen Automatisierung weiter stärken.
Mit der Markteinführung von nexofox 2021 möchte Dunkermotoren seinen Kunden ein ganzheitliches Lösungsangebot rund um Einsatz und Vernetzung der Motoren bieten.
Seit Januar 2024 ist Andres Keve Geschäftsführer der Dunkermotoren GmbH. Er übernahm die Position von Uwe Lorenz und verantwortet seither die strategische und operative Leitung des Unternehmens am Hauptsitz in Bonndorf im Schwarzwald.

## Produkte und Leistungen
Dunkermotoren ist Hersteller von Antriebskomplettlösungen in der industriellen Automation im Leistungsbereich von 1 bis 5000 Watt (Spitzenabgabeleistung). Anwendungsgebiete für Dunkermotoren-Antriebe liegen vor allem in den Branchen: Industrielle Automatisierung, Medizin- und Labortechnik, Türautomation, Sonnenschutz, Motive, Lifestyle, Cleaning und Basic Automation.
Die Produktpalette des Unternehmens umfasst unter anderem:
- Bürstenlose DC Motoren
- Bürstenbehaftete DC Motoren
- AC Motoren
- Schrittmotoren (MAE)
- Jalousieantriebe
- Getriebe (Planeten-, Kegelrad-, Naben- und Schneckengetriebe)
- Linearsysteme
- Regelelektroniken
- Bremsen
- Gebersysteme
- Gebläse (MAE)
- Systemlösungen
- Rotative und lineare Antriebstechnik von 1 bis 5000 Watt Abgabeleistung

MAE:
- Schrittmotoren
- Universalmotoren
- Bürstenlose Gebläse

EGS Automation:
- Industrieroboter
- Palettiersysteme
- Produktionsautomatisierung

## Standorte
Neben dem Hauptsitz in Bonndorf im Schwarzwald:
- Taicang, China
- Subotica, Serbien
- Mount Prospect, Illinois, USA